# Chorea Bohemica
Chorea Bohemica je hudebně-taneční soubor čerpající z lidové tradice, kultury a lidové slovesnosti. Soubor byl založen roku 1967 pod názvem „Skupina českého folklóru“. Od roku 1969 nese název „Chorea Bohemica“. Vedoucí taneční části souboru Alena Skálová (1926–2003) vtiskla souboru originální pojetí lidového folklóru, které doplnil Jaroslav Krček nezaměnitelnou hudbou plnou nápadů a jemného humoru.

## Historie

### Vznik
Dne 15. listopadu 1967 na setkání u Jiřího Pospíšila byl přednesen návrh na založení nového souboru při tehdejším ÚKDDS (pozdějším ÚKDŽ). První schůze souboru proběhla 6. prosince 1967, kde bylo ustanoveno umělecké vedení souboru, Alena Skálová, jakožto vedoucí taneční části tělesa a Jaroslav Krček, jakožto vedoucí hudební části souboru. Soubor začínal s šesti hudebníky, deseti sólovými zpěváky a sedmi tanečníky.

### Krize souboru
V roce 1988 odešla Alena Skálová ze souboru. Ve snaze zachovat soubor předala vedení souboru Martinu Packovi a Renatě Suchánkové. Martin Pacek nazkoušel se souborem novou inscenaci Hra o Faustovi, která vzbudila kladný ohlas. V letech 1991–1992 zkouší s ansámblem etnochoreoložka Daniela Stavělová. Avšak ještě tentýž rok (1992) důsledkem konfliktů uvnitř souboru Chorea Bohemica ohlašuje svůj zánik.
Tím však její působení na pražských a mimopražských divadlech neskončila. Díky naléhající divácké komunitě neskončila Chorea se svou každoroční vánoční tradicí – vánoční vystoupení a dál v adventním čase uvádí program „Vánoce s Choreou“. Navíc při oslavách založení souboru (v letech 1997 a 2007) bylo opět odehráno představení „Chorea et danza – Rustica“.
Rovněž hudební složka souboru samostatně koncertuje.

## Tvůrci a účinkující

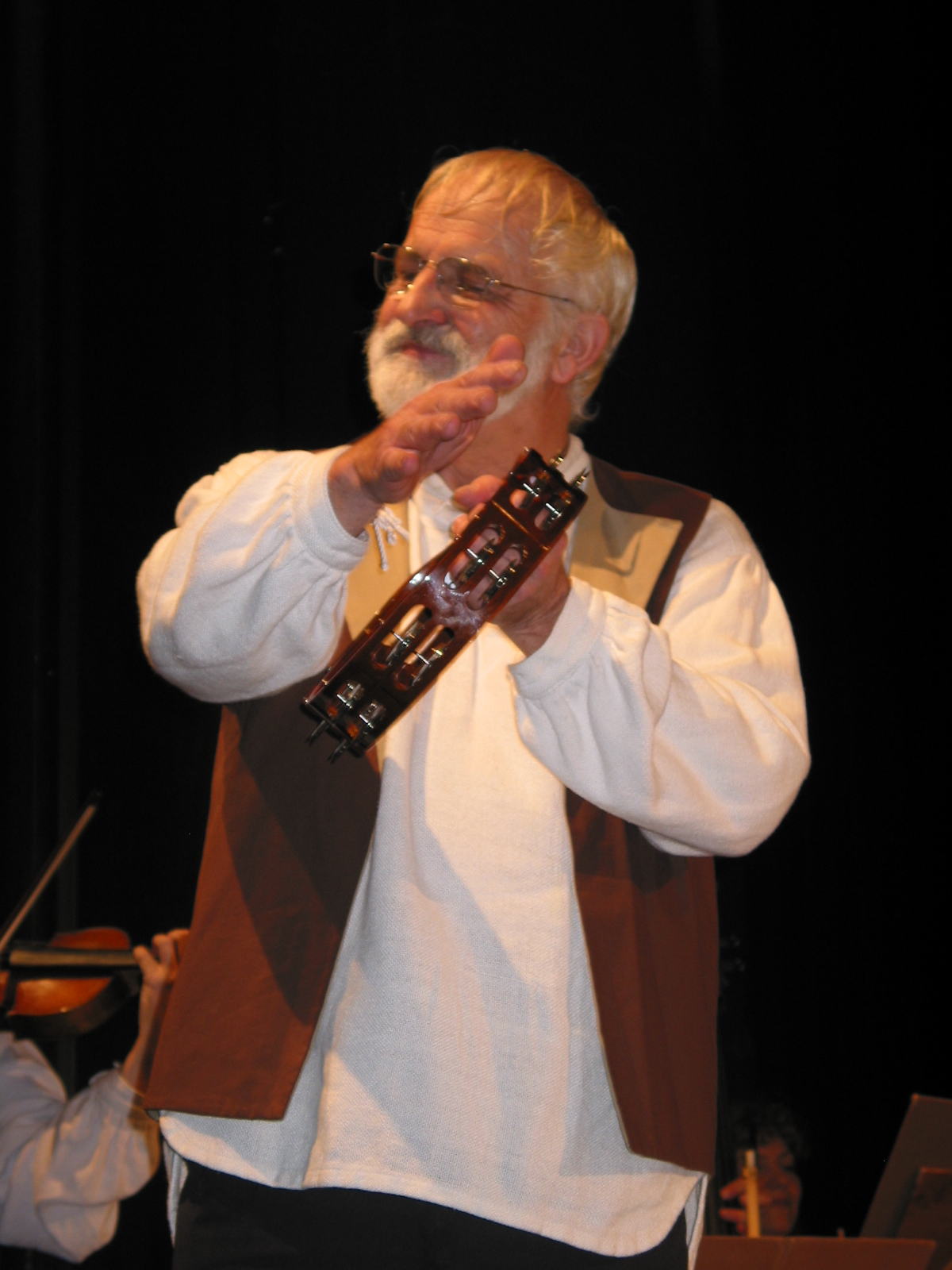
Jaroslav Krček

### Choreografie
- Alena Skálová
- Martin Pacek

### Hudba
- Jaroslav Krček
- Josef Krček
- Pavel Jurkovič
- Jiří Fišer
- Milan Puklický

### Kostýmy
- Iva Bártová
- Olga Fejková
- Jarmila Hejdová
- Helena Pěkná

### Tanečníci
- Dorota Beková
- Renata Borůvková
- Květoslava Čiháková
- Jasněna Bukovská (Pokorná)
- Anna Čumpelíková
- Barbora Dastychová
- Kateřina Denksteinová
- Marcela Dvořáková
- Jana Falesová (Pánková)
- Slávka Gajerová
- Jana Horská
- Liběna Hrkalová ( Bartošová)
- Jitka Hrůzová
- Jana Indráková
- Eva Jiříčková
- Ludmila Jiříčková
- Václava Jiříčková
- Magdalena Kalhousová
- Romana Khauerová
- Vlasta Karasová (Bejčková)
- Zdeňka Kopecká
- Xenie Kuzníková (Leitgebová)
- Lada Krajíčková
- Hana Lhotová (Matoušková)
- Petra Loužilová
- Alena Němcová (Vlková)
- Ivana Pleskačová (Macourková)
- Alena Martínková
- Dagmar Mašková (Vítková)
- Zuzana Mikešová
- E. Mládková
- Alena Nováková
- Julie Pekeländerová (Mazúrková)
- Milena Pitrová
- H. Rákosníková
- Lucie Riedelbauchová
- Eva Růžičková
- Daniela Stavělová (Tyšliárová)
- Lucie Tomášková
- Ludmila Trapková
- Marie Tůmová
- Petra Vacková
- Eva Velínská
- Anna Zelbová (Krákorová)
- Michaela Žofková

- Viktor Bezdíček
- Miloš Bejček
- Filip Černý
- Martin Cejp
- Martin Čumpelík
- Michael Dymek
- Jiří Fiala
- Jan Glässner
- Jaroslav Hrubý
- Miroslav Hušek
- Ondřej Jiříček
- Milan Keliš
- Aleš Kočí
- Petr Krajíc
- Václav Krůta
- Pavel Kryl
- Jiří Leitgeb
- Vratislav Marek
- Jaromír Marušák
- David Mikula
- Jiří Mostecký
- Petr Nedvěd
- R. Netušil
- Petr Novák 2×
- Miroslav Nožina
- Lukáš Petrus
- Jiří Pitr
- Miroslav Řečinský
- Michal Soukup
- Pavel Svoboda
- Tomáš Sychra
- Petr Šafus
- Jan Šilar
- Josef Šilha (Arnold)
- Rudolf Šindelář
- Zbyněk Šporc
- Petr Štěpánek
- Radek Šula
- L. Uher
- Jan Urbánek
- Josef Urbánek
- Jiří Vajčner
- Ota Frühauf
- Ladislav Zvelebil

### Hudebníci
- Martina Bauerová
- Magda Černá
- Helena Dolejšová
- Ludiše Dunděrová
- Anna Fišerová
- Lucie Jarešová
- Iva Junková
- Gabriela Krčková
- Jana Krčková
- Olga Krumpholzová
- Eva Kukalová
- Jan Machat
- Simona Marklová
- Miriam Lederová
- Jarmila Miháliková
- H. Sochorová
- Růžena Sršňová
- Ludiše Šmehlíková
- Alena Vybíralová
- Veronika Žilková

- Jan Borůvka
- Jaroslav Březina
- David Fotter
- Jiří Fišer
- Ondřej Jiříček
- Pavel Jurkovič
- Josef Kovařík
- Jaroslav Krček
- Václav Polívka
- Jiří Pospíšil
- Milan Puklický
- Vít Rakušan
- Andrej Sochor
- Vojtěch Spurný
- Tomáš Stavěl
- A. Šmehlík
- Radek Trupl
- Rostislav Tvrdík
- Jiří Urban
- Jan Kukal
- Roman Vocel
- Jiří Zelba
- Zdeněk Zelba

## Jednotlivé programové celky

### Vánoce s Choreou
- Choreografie:  Alena Skálová
- Choreografická spolupráce:  Martin Pacek
- Hudba:  Jaroslav Krček, Milan Puklický, Jiří Fišer, Růžena Sršňová
- Kostýmy:  Iva Bártová, Olga Fejková, Jarmila Hejdová, Helena Pěkná
- Režie:  Václav Bárta
- Premiéra:  30. listopadu 1970 (tehdy pod názvem „České legendy a zpěvy vánoční“; nejednalo se o definitivní podobu představení, jak je uváděno dnes)

Je již tradičním představením, uváděným v době předvánočního shonu. Jeho vznik se datuje již v roce 1969, kdy vznikaly charakteristické legendy, jakožto nosné pilíře celého večera. Od roku 1992 má představení určitou stálou dramaturgickou podobu, ale jeho podoba je stále živá a pulzující. První legendy spatřily světlo světa již při historicky prvním premiérovém večeru (ještě tehdejší „Skupiny českého folklóru“) a to konkrétně - legenda „O Marii a Alžbětě“ a „O Adamovi a Evě“. Stalo se tak 17. ledna 1969. Za první předvoj tradičních vánočních koncertů se dá považovat vystoupení v Horní Bříze 20. prosince 1969, kdy byla představena třetí legenda „O svaté Dorotě“. 23. února 1970 byla uvedena na pořadu „České legendy a jiné kratochvíle“ další legenda a to „Legenda o přeměně vody ve víno“, která je členy souboru také přezdívána jako „Káně galilejská“ nebo prostě „Káně“. 30. listopadu 1970 se zrodila tradice vánočních koncertů, když byl poprvé uveden pořad „České legendy a zpěvy vánoční“. Od té doby si tento program nese svou charakteristickou podobu zvláště díky originálnímu uměleckému celku nazývaným jako tzv. legendy.
Jedná se o směs několika divadelních forem: tanec, pantomima, zpěv, mluvené slovo a výtvarná složka. Spojením těchto složek vzniká velmi plastický obraz vynikající svou nápaditostí a atmosférou. Kouzlo nespočívá v kvantitě, ale především v kvalitě. To potvrzují i slova jednoho z předních hudebníků Chorey Rostislava Tvrdíka:„Na díle Aleny Skálové mě fascinuje možnost absolutní prostoty, která sděluje maximum obsahu. Klasický příklad je Legenda o Marii a Alžbětě s hudbou trianglu a dvou hlasů a dvěma ženami na scéně.“ (citováno z knihy „Alena Skálová- fenomén choreografie“, strana 94 první odstavec vpravo).
- Linoryty, které se během nynějších představení promítají na pozadí jeviště, vytvořila Veronika Hudečková ve svých 13-15 letech, kdy byla nejmladší tanečnicí souboru.

#### Program

##### Legendy
- Formanská
- O hříšných duších
- O sv. Jiřím a drakovi
- O Lazarovi a bohatci
- O Marii a Alžbětě
- O přeměně vody ve víno
- O třech králích

##### Vánoční zvyky
- Kališování
- Perchty
- Lucky
- Mikuláši

##### Písně a koledy
- Stará bába jede
- Pumprlík
- Radujme se, veselme se
- Pochválen buď
- Máte-li co, poneste
- Dej Bůh štěstí
- Anděl Páně
- Maria Panna
- Dej vám pánbůh dobrej den
- Píseň adventní
- O narození Pán Krista
- Den přeslavný
- Přišel jsem k vám
- Přišla jsem k vám
- Zajíc běží k háji
- Hle, hle támhle v Betlémě
- Nesem Vám noviny
- Pásli ovce Valaši
- Narodil se Kristus Pán

### Chorea et danza – Civilis a Rustica
- Choreografie:  Alena Skálová
- Hudba:  Jaroslav Krček, Josef Krček
- Kostýmy:  Olga Fejková, Milada Trčková, Jitka Trčková
- Režie:  Václav Bárta
- Odborný poradce:  Petr Novák
- Premiéra části „Chorea et danza rusticana“:  16. listopadu 1973, Divadlo Komedie
- Premiéra obou částí pořadu:  7. dubna 1974, Divadlo Komedie

Tento program vznikl se záměrem vytvořit představení, které by ztvárňovalo obraz hudebního tanečního dění v měšťanském a lidovém prostředí. Jako hudební podklad byly použity skladby ze 17. století, které vycházejí z reálných archivních fondů na našem území. Snahou bylo vytvořit obrazy, které by jednak viditelně odlišily obě prostředí, ale zároveň by poukázaly na společné prvky obou kultur.
První část nazývána jako „Civilis“ ztvárňuje náladu měšťanských tanečních zábav. Ukazuje je v přirozeném tanečním a hudebním veselí, které však na diváka působí více formálně, neboť je patrná působnost etiky. Naopak druhá část zvaná „Rustica“, která nalézá inspiraci v dobových rytinách, strhává z lidové kultury pověstný romantizující háv a dává lidovému tanci novou - expresní podobu. Tato část se udržovala na repertoáru Chorey po značnou dobu a zažila i své vzkříšení při oslavách 30 let Chorey Bohemiky.
„Chorea et danza rusticana“ má svou filmovou podobu, jako „Zdráva buď, muziko spanilá“. Scénář a režie Eva Marie Bergerová, program byl uveden v Československé televizi v roce 1981.

### Loď bláznů
- Námět, scénář, choreografie:  Alena Skálová
- Hudba:  Jaroslav Krček
- Režie:  Josef Henke
- Kostýmy:  Helena Pěkná
- Premiéra:  16. září 1983, Divadlo Jiřího Wolkra

Představení vychází z tzv. bláznovské literatury. Její zakladatel Sebastian Brant, odstartoval její plavbu po světě, když napsal roku 1494 Loď bláznů. Tyto satiry pojímající lidské nedostatky, chyby, poklesky a slabosti vychází z primární množiny – množiny bláznovství. Jaroslav Krček, tvůrce hudby, mluví o tomto programu, jako o vrcholu Chorey Bohemiky a díla Aleny Skálové.

#### Části
- Úvod („Pojďte k nám, bratři odevšad...“)
- Bláznovství první • Ďáblova osidla
- Bláznovství druhé • Noční bludičky
- Bláznovství třetí • Muška jenom zlatá
- Bláznovství čtvrté • Mlčeti zlato
- Bláznovství páté • Dvakrát měř!
- Bláznovství šesté • Venušina pouta
- Závěr („Dnem, nocí, nemá nikdo klid...“)

## Představení

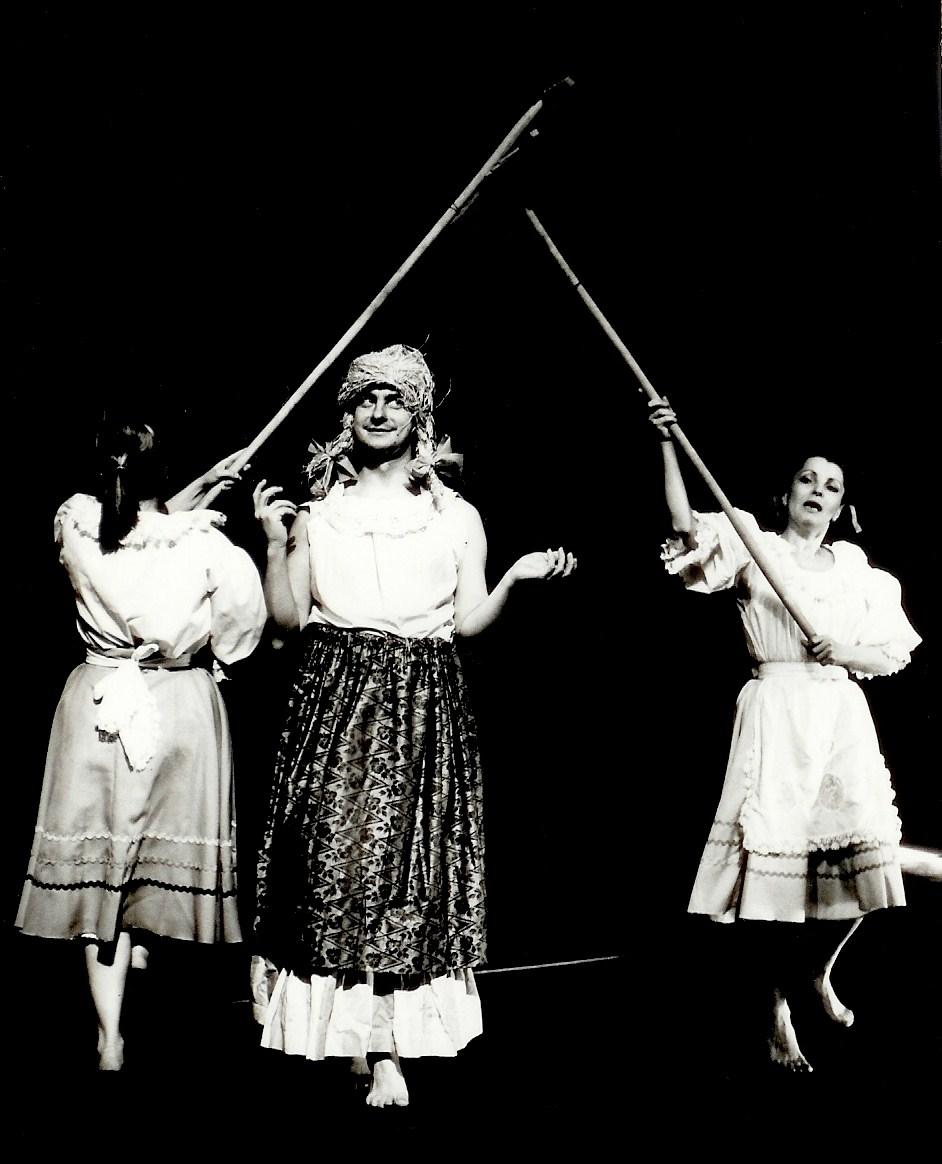
Fotografie z představení „Romance o záletném králi uherském“

- 1969–1982 České legendy a zpěvy vánoční (Vánoce s Choreou Bohemicou)
- 1971 Bláznův den aneb Alabošský muzikál
- 1973–1974 Chorea et danza
- 1978 Úsměvy pana Lady
- 1979 Jarní pastorále
- 1980 Pražské vigilie
- 1980 Hry o Saličce
- 1983 Loď bláznů
- 1984 Setřete rozličné bolesti
- 1985 Album písní lidu pražského
- 1987 Písně a tance z louky
- 1987 Romance o záletném králi uherském
- 1988 Zpěvy noci svatojánské

Danza Bohemica
- 1975 Hloží lásky
- 1976 Když Jasná denice vzchodí
- 1976 Loutna a meč[5]

## Vydané hudební nosiče

### Dlouhohrající desky
- Chorea Bohemica I – 1973
- Chorea Bohemica II – 1985

### CD, MC
- Vánoce s Choreou – 1994
- Chorea Bohemica -1997